# Andreas Møller (departementschef)
 For alternative betydninger, se Andreas Møller. (Se også artikler, som begynder med Andreas Møller)
Carl Andreas Møller (født 25. marts 1882 i Odense – død 27. juli 1954 i København) var dansk embedsmand og teaterchef. Efter juridisk embedseksamen i 1907 blev Andreas Møller ansat i Kulturministeriet, hvor han i 1925 blev kontorchef. Han blev i 1931 direktør for Det Kongelige Teater, som han ledede til 1938, hvor han blev departementschef i Statsministeriet.
Den danske regering trådte den 29. august 1943 tilbage, da den ikke kunne acceptere de krav, som den tyske besættelsesmagt stillede. Andreas Møller fungerede derefter formelt som leder af det såkaldte Departementschefstyre frem til befrielsen den 5. maj 1945.

## Teaterchef
Andreas Møller havde haft Det Kongelige teater som ressortområde i Kulturministeriet, alligevel var konstitueringen af en embedsmand som chef for teatret i februar 1931 en overraskelse. Men i juli samme år blev han permanent direktør for Det Kgl. Teater. Der er bred enighed om at Andreas Møllers ledelse af teatret var en succes. Han sikrede ret hurtigt arbejdsro, da han var god til at forhandle med teatrets mange forskelligartede personalegrupper.
Andreas Møller var pragmatisk i forhold til teatrets formålsparagraf, og i repertoire valget formåede han på én gang at fastholde teatrets traditioner og være åben for over for nyere strømninger i tiden. Det kongelige Teater opførte således eksperimenterende og politisk aktuelle stykker af fx Soya, Kjeld Abell, Bertolt Brecht og Nordahl Grieg, mens han var teaterchef. Men også til en mere traditionel dramatiker som Kaj Munk opbyggede Andreas Møller et nært forhold. Ja, den impulsive digterpræst blev faktisk ven med den besindige præstesøn Andreas Møller. Han blev således gudfar til Kaj Munks første barn.

## Departementschef i Statsministeriet
Andreas Møllers sikre styring af det ellers ustyrlige Kongelige Teater gjorde ham moden til en af statsadministrationens absolutte topposter. Den kom da han i maj 1938 blev udnævnt til departementschef i Statsministeriet.
Andreas Møller kom til at fungere som departementschef under seks statsministre, men den både vigtigste og vanskeligste tid i hans virke var, da Danmark fra 29. august 1943 til 5. maj 1945 var uden regering og Folketing. Den situation førte til departementschefstyret, hvor de enkelte ministeriers departementschefer fortsatte med at administrere landet. En ordning som de afgåede politikere, domstolene og kongen - ja, sågar modstandsbevægelsens ledelse, Frihedsrådet - stiltiende accepterede, da alternativet ville have været et direkte tysk styre. Under meget vanskelige vilkår lykkedes det for departementscheferne at omgå eller mildne de tyske krav og holde administrationen fri fra tysk kontrol.
Departementscheferne mødtes som regel et par gange om ugen; de i alt 168 møder blev ledet af Andreas Møller som chef for statsministeriet. Men det var Nils Svenningsen, Udenrigsministeriets chef, der var departementschefstyrets centrale skikkelse, da han varetog forbindelsen til ledelsen af den tyske besættelsesmagt.
At Andreas Møller deltog med både overblik over og forståelse for situationens mange dilemmaer fremgår af hans store artikel om ”Departementschefsstyret” Frit Danmarks Hvidbog fra 1946.Her slutter Andreas Møller med at konstatere, at efter det sidste møde den 5. maj 1945 ”var departementscheferne igen blot departementschefer i gammeldags forstand” Og han beskriver den proces, de har været igennem med følgende billede: ”Det havde for dem i omtrent 2 år nærmest været som at løbe på skøjter i mørke på tynd is med mange våger. Men nu var det overstået”